# Heinrich Humann
Pour les articles homonymes, voir Humann.
Heinrich Humann (né le 20 octobre 1837 à Neuenkirchen et mort le 9 mai 1915 dans la même ville) est un agriculteur et député du Reichstag.

## Biographie
Humann est un agriculteur et un chef communautaire à Neuenkirchen ainsi que membre de la représentation de la commune, de l'office et du district ou du comité de district. Il a également été président d'une association agricole de district et de plusieurs coopératives agricoles.
De 1889 à 1915, il est député de la Chambre des représentants de Prusse et de 1893 à 1907 du Reichstag pour la 3e circonscription de Minden (Bielefeld (de), Wiedenbrück (de)) pour le Zentrum.